# Aminata Doumbia
Pour les articles homonymes, voir Doumbia.
Aminata Doumbia, née le 7 septembre 1980, est une taekwondoïste malienne.

## Carrière
Aminata Doumbia est médaillée de bronze en moins de 72 kg aux Jeux africains de 2007 à Alger. Médaillée de bronze dans la catégorie des moins de 73 kg aux Championnats d'Afrique de taekwondo 2009 à Yaoundé, elle obtient la médaille d'argent en moins de 73 kg aux Jeux africains de 2011 à Maputo, la médaille d'or dans la même catégorie aux Championnats d'Afrique de taekwondo 2014 à Tunis et la médaille de bronze toujours dans cette catégorie aux Jeux africains de 2015 à Brazzaville.